# Jenny Dalenoord
Jenny Johanna Dalenoord (Cirebon, 17 de junio de 1918 – Soest, 25 de octubre de 2013) fue una ilustradora, diseñadora gráfica, acuarelista y artista de historietas neerlandesa. Ilustró más de 180  libros infantiles a lo largo de su carrera. Algunos de sus trabajos más notables incluyen las ilustraciones para Wiplala de Anna Maria Geertruida Schmidt en 1957, Padu es gek de Miep Diekmann en 1957, y Gideons reizen de Anna Rutgers van der Loeff en 1960.
Dalenoord y Schmidt compartieron el premio por «el mejor libro infantil» del año 1957 por su trabajo en Wiplala. Ilustró también revistas infantiles holandesas entre ellas las de Jippo, Okki, y Kris Krass. Además de su trabajo en la literatura para niños, Dalenoord diseñó una serie de los sellos de franqueo en 1952.
En 1982, se le otorgó el Zilveren Penseel (Premio de Plata) por su trabajo en "Muis, Mol en Rat."